# ولسوالی پارون
پارون یکی از ولسوالی‌های ولایت نورستان در شمال خاوری افغانستان است. جمعیت آن در سال ۲۰۰۶ میلادی، ۱۱،۵۰۸ نفر اعلام شده‌است. مردم این منطقه به زبان پرسونی که زیرمجموعه زبان‌های نورستانی، شاخه هندواروپایی است، صحبت می‌کنند.